# NGC 5615
NGC 5615 (другие обозначения — MCG 6-32-23, VV 77, ARP 178, PGC 51435) — галактика в созвездии Волопас.
Этот объект входит в число перечисленных в оригинальной редакции «Нового общего каталога».